# Núnez Montes
(Francisco) Núnez Montes (født 14 februar 1945 i Michoacan, Mexico) er en mexicansk komponist, pianist, dirigent og lærer.
Montes studerede komposition og klaver på National Conservatory of Music hos bl.a. Carlos Chavez.
Han var rektor og lærer på
School of Music afdelingen på National Institute of Fine Arts (1977-1983).
Montes er en meget personlig komponist som hører til den klassiske avantgarde musik.
Han har skrevet tre symfonier, orkesterværker, kammermusik, instrumental stykker for mange instrumenter etc.